# وندیداد
وندیداد یا در اصل وی-دیو-داد که از واژهٔ اوستایی وی دَئِوَ داتَ به معنی قوانین بر ضد دیو یا پلیدی است یکی از نسک‌های پنج‌گانهٔ اوستای امروزی است و بیشتر به احکام  فقهی (شامل مسائل بهداشتی و آیینی) می‌پردازد. وندیداد، از ریشه‌دارترین و بنیادی‌ترین بن‌مایه‌های اسطوره‌های دینی ایرانی‌ها است. وندیداد شامل ۲۲ فرگرد (فصل) است.

## ریشه‌شناسی
نام این بخش از اوستا «وی دئودات» است که از سه جزء تشکیل شده «وی» پیشوندی است که بر سر بسیاری از نام‌ها یا ریشه فعل‌های ایرانی-اوستایی آمده و معنی دوری و جدایی می‌دهد و در ایران به صورت «گ» می‌آید و در کلمات دیگری مانند گریختن و و گسستن مشاهده می‌شود. بخش دوم «دئو» و به معنای دیو است و بخش سوم «دات» است که به معنی سامان و نظم و قانون است و در ایران «داد» وترکیب آنها را از همین ریشه داریم.

## اهمیت وندیدات
پژوهشگر ایرانی رستم مدی در گفتاری به نام «تحول قانون ایرانی» به معرفی و تحلیل وندیداد پرداخته و گفته این کتاب، تنها متنی است که به قانون جزایی ایران پرداخته و وجود چنین قانونی در ایران کهن، نشان می‌دهد که ایرانیان آن روزگار، چندان از ملاک و معیار تمدن عصر جدید دور نبودند.
مهرداد بهار دربارهٔ اهمیت وندیدات نوشته‌است که این اثر علاوه برداشتن مطالب جغرافیایی و تاریخی، دارای مطالب بسیار حقوقی و آیینی نیز است که آن را از نظر جامعه‌شناسی تاریخی و ارتباط فرهنگی و اجتماعی مردم ایران نجد (نجد یعنی فلات؛ منظور فلات مرکزی ایران است) با میان رودان و غرب آسیا، شایان اهمیت بسیار می‌سازد

## بخش‌های وندیدات

### فرگرد یا بخش نخست
در بخش نخست صحبت از ۱۶ سرزمینی است که اهورامزدا آنها را آفریده و آسیب‌هایی که اهریمن با پتیاره آفرینی خود به هر یک از این سرزمین‌ها وارد کرده‌است و به گزارش پروفسور جلیل دوستخواه می‌توان این فرگرد را کهن‌ترین نوشته ایرانی دانست که گزارش جغرافیایی از جهان کهن هر چند اساطیری به دست می‌دهد.

### فرگرد یا بخش دوم
داستان جم است که یکی از اسطوره‌های آریایی است و ریشه بسیار کهن ایرانی دارد، که آثار آن را در هند (در حماسه مهابهارته در سرودهای ودا) و در میان اقوام سامی و اقوام کهن ساکن سرزمین‌های میان رودان نیز مشاهده می‌شود.

### فرگرد یا بخش سوم تا هجدهم
مجموعه مدون و منظم و مشروحی از قوانین و دادگذاری‌های ایرانیان کهن در مورد حقوق فردی و اجتماعی انسان و آیین پالایش تن و تعیین دستمزد و بخش‌های دیگر است.

### فرگرد یا بخش نوزدهم
گزارش و بیان اسطوره‌ای است کهن که در آن زرتشت و اهریمن در تقابل یکدیگر قرار می‌گیرند.

### فرگرد یا بخش بیستم
چهره اساطیری «ثریت» نخستین پزشک جهان و چگونگی برخورد ایرانیان با دانش پزشکی و درمان بیماری‌های گوناگون را به ما می‌آموزد.

### فرگرد یا بخش بیست و یکم
دربارهٔ گاو پاک یا نخستین است و دورنمایی اساطیری از کوشش‌های ایرانیان برای دستیابی بر محیط زیستی پاک و بی‌آلایش وبدور از گزندها و ناخوشی‌ها را می‌آموزد.

### فرگرد یا بخش بیست و دوم
این فرگرد ناتمام می‌ماند و در مورد درمان و تلاش برای دور راندن مرگ است.

## تعارضات
در اوستای ساسانی که ۲۱ نسک بوده، وندیداد نسک نوزدهم بوده‌است. برخی بر این باورند که درون‌مایه وندیداد بازتاب‌دهندهٔ آیین‌های مغان ماد است و از این دید با سایر بخش‌های اوستا تفاوت می‌کند.
بسیاری از زرتشتیان امروز محتوای وندیداد را در تعارض با گاهان دانسته و گرچه برای آن اهمیت تاریخی-اسطوره‌شناختی قائلند آن را قابل استناد دینی نمی‌دانند.
به عقیده برخی از پژوهشگران، وندیداد بخش‌هایی از اوستا است که در دوره حکومت سلسلهٔ ساسانیان و به دست مؤبدان زرتشتی به اوستا اضافه گردیده‌است. امکان دارد که وندیداد از درون مایه‌های کهن تری از دورهٔ پارتیان گردآوری شده باشد. آغاز آن بنا به نظر کلاس بلیکر در دورهٔ بلاش سوم اشکانی (۱۴۸–۱۹۱ م) بوده و در دورهٔ خسرو یکم ساسانی (۵۳۱–۵۷۹ م) تکمیل شده‌است.

## نمونه‌ای از احکام وندیداد
فرگرد هفتم بند ۲۳–۲۴ *
۲۳
ای دادارِ جهانِ استومند! ای اَشَوَن!
آیا کسی که مردار سگ یا آدمی را خورده باشد، می‌تواند دیگرباره پاک شود؟
۲۴
اهورامزدا پاسخ داد:
ای زرتشتِ اَشَوَن!
نه! نمی‌تواند!
لانهٔ او آلونکی می‌شود. زندگی او از هم دریده می‌شود. چشمان روشن او از چشمخانه بیرون می‌آید. دروج «نسو» بر او فرو می‌افتد و پیکرش را تا بنِ ناخنها به‌سختی می‌گیرد و از آن پس تا ابد ناپاک می‌ماند.